# Ерик (Самарская область)
Ерик — посёлок в Сызранском районе Самарской области в составе сельского поселения Новозаборовский.

## География
Находится на расстоянии примерно 8 километров по прямой на запад от северо-западной границы города Сызрань.

## Население
Постоянное население составляло 24 человека (русские 84 %) в 2002 году, 20 в 2010 году.